# Refusering
Refusering kallas det när en utgivare väljer att inte ge ut en författares, konstnärs eller musikers verk. Det kan till exempel handla om att en tidning eller ett förlag avböjer publiceringen av en artikel eller ett manus eller om att ett skivbolag avböjer att ge ut en musikers musik.
Refusering misstas ibland för att vara censur, men termen är missvisande eftersom censur handlar om statlig förhandsgranskning av material som omfattas av yttrandefriheten. Eftersom det inte är en rättighet att publicera sig i en viss tidning eller på visst förlag är inte en refusering liktydigt med censur. En refusering kan ha skilda orsaker, allt från en tidnings politiska inriktning eller ämnesområde, eller ett förlags eller skivbolags antagande om ett manus eller en skivas säljbarhet till ett museums åsikter om en tavlas omoraliska budskap kan spela in.

## Kända refuseringar
Bland kända refuseringar av senare berömda författare, konstnärer och musiker kan nämnas Bonniers refusering av Astrid Lindgrens manus till Pippi Långstrump, Bonniers refusering av poeten Erik Lindegrens manus, skivbolaget Deccas refusering av The Beatles musik och  Nationalmuseums refusering av Carl Larssons målning Midvinterblot.
Albert Bonniers förlag hade tidigare gjort två refuseringar som förläggare Karl-Otto Bonnier djupt beklagade så länge han levde. Det var refuseringen 1888 av Fröken Julie, som förlaget - i skuggan av Giftasprocessen - inte ville riskera att ge ut för sitt "naturalistiska" innehåll. Den andra refuseringen, 1895,  gällde Erik Axel Karlfeldts Vildmarks- och kärleksvisor och berodde på en "horribel dumhet", som Karl-Otto Bonnier uttrycker det i sina memoarer. Förlaget dröjde för länge med att läsa manuset, författaren tröttnade och gick till annat förlag. Samma sak hände Stieg Larsson och inledningen av Millenniumtrilogin, Piratförlaget var hans förstaval men de läste aldrig manuskriptet, så han hämtade upp det och lämnade in det på Norstedts förlag istället, som publicerade.